# 氘燃燒
氘燃燒是發生在一些恆星和次恆星天體的核融合反應，其中的氘原子核和質子相結合，形成一個氦-3核融合反應。它發生在質子-質子鏈反應的第二階段，由兩個質子融合形成一個氘原子核，再進一步與另一個質子融合；但也可以是原初的氘燃燒過程。

## 在原恆星
氘是最容易在原恆星熔融的核心與質子融合的原子核，當原恆星核心的溫度超過10 6K就可以燃燒。這種反應的速率對溫度相當敏感，所以溫度不會上升太多。氘燃燒驅動的對流會運載熱量到表面。
如果沒有氘燃燒，就不會有質量超過2-3太陽質量的恆星，因為在前主序階段的恆星必須繼續吸積質量才能引發氫燃燒I 氘燃燒阻止了這種情況的發生，它使核心的溫度上升至約1,000萬度，而在這溫度以下氫燃燒是無法進行的。當核心的氘燃燒停止，只有在能量的傳輸從對流切換成輻射之後，圍繞著氘被耗盡的核心會形成能量障蔽，然後原恆星核心的溫度才會增高  。
環繞著輻射區的物質中依然含有豐富的氘，氘的燃燒會以殼層的形式逐漸外移，而原恆星的輻射層也會逐漸增大。核反應在低密度的外層區域孳生，會導致原恆星的膨脹，減緩引力造成的收縮和推遲它到達主序帶。氘燃燒的總能量足以和引力收縮釋放出的相抗衡。
由於氘在宇宙中的數量不足（有限），原恆星能供應的因而受到限制。在數百萬年的時間後，它將被完全耗盡。

## 在次恆星天體
由於氫燃燒比氘燃燒更高的溫度和壓力，因此有些天體的質量雖然可以燃燒氘，卻不足以燃燒氫。這些天體被稱為棕矮星，而它們的質量在13-80木星質量之間。棕矮星在它們的氘燃燒完之前，最多只能發光約一億年 。

## 其他反應
雖然消耗氘的最主要方法是將其與質子融合，但其他的反應也有可能發生。這些反應包括與另一個氘核融合成氦-3、氚、或氦-4（罕見），或形成各種不同的鋰同位素。